# Alice Kimball Smith
Alice Kimball Smith (Oak Park, 8 de mayo de 1907 – Ellensburg, 6 de febrero de 2001) fue una historiadora, autora y maestra estadounidense, particularmente conocida por sus escritos sobre su experiencia personal en el Proyecto Manhattan.

## Trayectoria
Kimball nació en Oak Park, Illinois en 1907. En 1928 se licenció en la universidad Mount Holyoke College. Ocho años después, se doctoró en la Universidad de Yale. Kimball estuvo casada con el metalúrgico británico Cyril Smith.
Este se unió al Proyecto Manhattan, un proyecto de investigación y desarrollo llevado a cabo durante la Segunda Guerra Mundial que produjo las primeras armas nucleares. Por eso, en 1943 la pareja se mudó a Los Álamos, donde entablaron amistad con el físico Robert Oppenheimer y su esposa Kitty. En los Álamos, Kimball consiguió un trabajo como docente y empleó su experiencias de esa etapa como material en sus libros. Allí también entrevistó a muchos científicos estadounidenses que estaban creando la bomba atómica, aunque no obtuvo más que respuestas en blanco sobre el tema.
Kimball y su esposo se mudaron a Chicago tras la Segunda Guerra Mundial. Allí se convirtió en la editora asistente del Boletín de los Científicos Atómicos, donde trabajó durante muchos años. También fue profesora y decana en Roosevelt College, decana asistente y académica en el Instituto de Estudios Avanzados Radcliffe y además de columnista invitada en el New York Times por un corto periodo de tiempo en 1983.
Kimball falleció el 6 de febrero de 2001 en su casa en Ellensburg, Washington.

## Obra
Smith escribió los libros A Peril and a Hope: The Scientists 'Movement in America, 1945-1947  y coeditó (con Charles Weiner) Robert Oppenheimer: Cartas y recuerdos siendo este último una colección de cartas de J. Robert Oppenheimer escritas entre 1922 y 1945.
Su libro A Peril and a Hope: The Scientist 'Movement in America, 1945-1947 fue nominado para un Premio Nacional del Libro de No Ficción en la categoría de Ciencia, Filosofía y Religión. Este libro se refería al creciente sentimiento negativo de los científicos sobre la creación de la bomba atómica debido a sus preocupaciones sobre las consecuencias sociopolíticas de su uso.